# Нижньоненінська сільська рада
Нижньонені́нська сільська рада (рос. Нижнененинский сельский совет) — сільське поселення у складі Солтонського району Алтайського краю Росії.
Адміністративний центр — село Нижня Ненінка.

## Населення
Населення — 634 особи (2019; 764 в 2010, 1036 у 2002).

## Склад
До складу сільської ради входять:
| Населений пункт     | Населення, осіб (2002) | Населення, осіб (2010) |
| ------------------- | ---------------------- | ---------------------- |
| Акатьєво, село      | 127                    | 64                     |
| Нижня Ненінка, село | 909                    | 700                    |